# Cánh côn trùng
|                                                         |
| Những gân cánh và tư thế cánh của một con chuồn chuồn.  |
|                                                         |
| Ruồi giả ong đang lơ lửng giao phối.                    |
| Tập tin:Lepidoptera wing.jpg                            |
| Phóng đại một phần cánh bướm.                           |
|                                                         |
| Cánh trước (cứng) và cánh sau của một con bọ cánh cứng. |

Cánh côn trùng là phần mọc ra từ bộ xương ngoài của côn trùng, giúp cho chúng có thể bay được, thường nằm ở đốt ngực giữa và sau, tương ứng với các cặp cánh trước và sau, mặc dù có một số loài côn trùng không có cánh sau hoặc cánh sau thô sơ. Các cánh được kiên cố bằng những gân cánh chạy theo chiều dọc, thường có những đường nối ngang tạo thành những "hình lưới" khép kín trong màng cánh (ví dụ điển hình là chuồn chuồn và bộ Cánh gân). Sự hợp nhất và nối ngang ở các gân cánh thường để nhận diện cho các giống tiến hóa khác nhau, các họ thậm chí các chi trong bộ côn trùng.